# Imposición de la birreta cardenalicia (España)
La imposición de la birreta pontificia en España era una ceremonia palatina en la que el monarca español, en nombre del Papa, otorgaba a un cardenal recién creado y residente en sus estados uno de los signos externos de su nueva dignidad, la birreta roja.

## Historia
Desde el siglo XVI se estableció la costumbre de que en ocasiones los monarcas españoles fueran los encargados de imponer la birreta cardenalicia, en nombre del Papa, a los cardenales recién creados que residieran en su corte.
En el siglo XVIII se consolida la tradición por la cual el monarca es el encargado de imponer la birreta cardenalicia a los cardenales residentes en España.
Tras la Guerra de la Independencia, Fernando VII retoma la tradición de imponer la birreta a los distintos cardenales que residen en España, aunque no siempre con carácter público. Tras la muerte del monarca y la ruptura de relaciones con el Pontífice, no se producirán nuevas creaciones de cardenales españoles o residentes en España. El Concordato de 1851 supuso la normalización de las reuniones con la Santa Sede que vuelve a crear cardenales españoles o residentes en España. Con ello la imposición de birretas cardenalicias de forma pública y solemne por parte de Isabel II se convierte en una posibilidad de mostrar las buenas relaciones con el Papa.
La Restauración borbónica continuará la tradición anterior hasta la caída de Alfonso XIII en 1931. Tras la instauración del estado franquista, Francisco Franco será quien imponga las birretas a los cardenales españoles residentes en España en calidad de jefe del Estado. Estas imposiciones se realizaron con un ceremonial similar al de los monarcas, llegando a sentarse junto con su esposa, Carmen Polo en la real cortina de la capilla del Palacio Real de Madrid.

## Desarrollo
De acuerdo con el ceremonial fijado a mediados del siglo XIX y mantenido hasta 1931, la ceremonia se celebraba en la capilla del palacio real de Madrid en la forma siguiente.
La ceremonia se llevaba a cabo en la capilla de algún palacio. En primer lugar, llegaba el nuncio en España junto con el ablegado, el guardia noble y el nuevo cardenal a la real capilla. Posteriormente los reyes y la familia real se dirigían a la capilla acompañados de diversas clases palatinas, en la forma de una capilla pública.  Una vez en la capilla, los reyes tomaban asiento en la real cortina y comenzaba la ceremonia propiamente dicha. El ablegado leía un discurso en el que se glosaba. A continuación el monarca agradecía en un breve discurso la generosidad del pontífice. Posteriormente el ablegado y el nuevo cardenal se acercaban a la cortina y el monarca tomando la birreta de la bandeja presentada por el ablegado, la imponía al nuevo cardenal y a continuación le abrazaba. Tras esto el recién creado cardenal pronunciaba un discurso y daba la bendición a los presentes. Para finalizar el monarca recibía al cardenal y el resto del séquito en la regia cámara del palacio.

Diplomáticos en Palacio Real en la imposición de la birreta a A. Rinaldini, nuncio en España (Fotografía de J. Muñoz de Baena en La Ilustración Española y Americana, 1907)

### Individuales
1. ↑  Rodríguez Villa, Antonio (1913). «XX. Entrega del bonete cardenalicio a los infantes». Etiquetas de la casa de Austria. Madrid: Establecimiento y Tipografía de Jaime Ratés. pp. 92-93.
2. ↑  «Madrid, 18 de Julio de 1747.- Sus Majestades y Altezas permanecen en sus respectivos palacios en la Corte. Su Majestad pone la birreta cardenalicia a Álvaro de Mendoza. El Rey de Francia obtiene una victoria entre Tongres y Mastricht y el de España ordena celebrarlo con el Te Deum. El Infante Felipe hace rendirse al castillo de Vintimilla.». Gaceta de Madrid (29). 18 de julio de 1747. pp. 235-236.
3. ↑  «España.- Real Sitio de S. Lorenzo 19 de Octubre.- El lunes 16 del corriente á las ocho y media de su mañana se celebró en el oratorio de S. M. la ceremonia de poner la Birreta Cardenalicia al Emo. Sr. D. Jacobo Giustiniani, Nuncio apostólico en España, que acaba de ser creado Cardenal Presbítero de la Santa Romana Iglesia, por nuestro Santísimo Padre León XII.». Gaceta de Madrid (127). 21 de octubre de 1826. p. 505.
4. ↑  Balsera Fernández, Antonio (2008). «La diplomacia vaticana en la cuestión sucesoria española (1830-1833)». La libertad de conciencia. XVII Simposio de Historia de la Iglesia en España y América: Academia de Historia Eclesiástica, Sevilla. 15 de mayo de 2006 (Obra Social y Cultural): 135-169. ISBN 978-84-7959-673-6. Consultado el 14 de noviembre de 2021.
5. ↑  «Se ha celebrado la ceremonia para imponer la Reina, la birreta cardenalicia al Excmo. y M.R. Arzobispo de Tesalónica, Sr. D. Juan Brunelli.». Gaceta de Madrid (87). 28 de marzo de 1857. p. 1.
6. ↑  «Se celebró en el Real Palacio la solemne ceremonia de imponer la Reina nuestra Señora la birreta cardenalicia al Excelentísimo é Ilmo. Sr. D. Luis de la Lastra y Cuesta, Arzobispo preconizado de Sevilla.». Gaceta de Madrid (99). 9 de abril de 1863. p. 1.
7. ↑  «Cancillería.- Recepción de S.M. la Reina nuestra Señora en audiencia particular á Monseñor Luis Pallotti. Discurso de Monseñor Pallotti.». Gaceta de Madrid (92). 1 de abril de 1868. p. 1.
8. ↑  «Cancillería.- Celebración en el Real Palacio la solemne ceremonia de imponer la Reina nuestra Señora las birretas cardenalicias á los Excmos. Sres. que se indican.». Gaceta de Madrid (96). 5 de abril de 1868. pp. 1-3.
9. ↑  «CANCILLERÍA.- Solemne ceremonia de imponer S. M. el Rey (Q. D. G.) la birreta cardenalicia al Excmo. é Ilmo. Sr. D. Juan Simeoni, Arzobispo de Calcedonia, Pronuncio apostólico.». Gaceta de Madrid (288). 15 de octubre de 1875. p. 125.
10. ↑  «CANCILLERÍA.- Audiencia particular á Monseñor Elías Bianchi.». Gaceta de Madrid (280). 7 de octubre de 1875. p. 57.
11. ↑  «Ministerio de Estado.- Cancillería.- Crónica de la celebración en la Real Capilla de la imposición de la Birreta Cardenalicia al Emmo. Sr. D. Ciriaco María Sancha y Hervás, Arzobispo de Valencia.». Gaceta de Madrid (154). 3 de junio de 1894. pp. 697-698.
12. ↑  «CANCILLERÍA.- Á la dos y cuarto, S. M. acompañada del Excelentísimo Sr. Ministro de Estado, recibió asimismo en audiencia privada al Auditor de la nunciatura, Monseñor Alejandro Bavona, quién previamente anunciado por el Excmo. Sr. Primer Introductor de Embajadores, tuvo la honra de poner en las Reales manos el Breve Pontificio que le acredita en calidad de Ablegado Apostólico comisionado para presentar la birreta cardenalicia que por encargo del Santo Padre ha de imponer S. M. al nuevo purpurado.». Gaceta de Madrid (182). 30 de junio de 1896. p. 1065.
13. ↑  «Cancillería.- Celebración en la Real Capilla la solemne ceremonia de imponer S. M. la Reina Regente (Q. D. G.) la birreta Cardenalicia al Excmo. Sr. S. Cretoní, Arzobispo de Damasco, Pro-Nuncio Apostólico en esta Corte.». Gaceta de Madrid (189). 7 de julio de 1896. pp. 103-104.
14. ↑  «S. M. el Rey impone la birreta cardenalicia al Arzobispo de Toledo, Primado de España, doctor Segura.». ABC (7.798). 27 de diciembre de 1927. pp. 17-19.
15. ↑  «Ceremonia en Palacio. Imposición de birretas cardenalicias.». ABC (5.677). 18 de marzo de 1921. p. 9.

- Datos: Q107996858
- Multimedia: Imposition of the biretta (Spain) / Q107996858